# Gaetano Michetti (vescovo)
Gaetano Michetti (Corridonia, 5 marzo 1922 – Corridonia, 12 dicembre 2007) è stato un vescovo cattolico italiano.

## Biografia
Nacque a Corridonia, in provincia di Macerata e arcidiocesi di Fermo, il 5 marzo 1922.
L'8 agosto 1948 fu ordinato presbitero dall'arcivescovo di Fermo Norberto Perini.
Dal 1949 al 1961 insegnò storia della Chiesa, diritto canonico e teologia morale presso il seminario di Fermo.

### Ministero episcopale
Il 31 maggio 1961 fu nominato vescovo ausiliare di Fermo e vescovo titolare di Irenopoli di Cilicia da papa Giovanni XXIII. Il 15 agosto seguente ricevette l'ordinazione episcopale, a Fermo, dall'arcivescovo Norberto Perini, co-consacranti Roberto Massimiliani, vescovo di Civita Castellana, Orte e Gallese, e Egidio Bignamini, arcivescovo di Ancona e Numana.
Fu padre conciliare durante tutte le sessioni del Concilio Vaticano II.
Il 20 settembre 1970 divenne amministratore apostolico sede plena della diocesi di Pesaro, mentre il 7 luglio 1973 papa Paolo VI lo nominò vescovo coadiutore, con diritto di successione, della medesima sede. Il 10 settembre successivo fu ricevuto in udienza dal presidente della Repubblica Italiana Giovanni Leone per prestare il giuramento previsto dal concordato allora in vigore.
Il 4 luglio 1975, alla morte del vescovo Luigi Carlo Borromeo, gli succedette per coadiutoria nell'incarico di vescovo di Pesaro.
Il 3 gennaio 1998 papa Giovanni Paolo II accolse la sua rinuncia, presentata per raggiunti limiti di età, al governo pastorale della diocesi di Pesaro; gli succedette Angelo Bagnasco, del clero di Genova. Rimase amministratore apostolico della diocesi fino all'ingresso del successore, avvenuto l'8 marzo seguente.
Da vescovo emerito si ritirò a Corridonia, dove morì il 12 dicembre 2007, all'età di 85 anni. Dopo le esequie fu sepolto nel cimitero di Corridonia; secondo le sue volontà, trascorso un decennio, il 12 dicembre 2018 la salma fu traslata nella cattedrale di Pesaro.

## Genealogia episcopale
La genealogia episcopale è:
- Cardinale Scipione Rebiba
- Cardinale Giulio Antonio Santori
- Cardinale Girolamo Bernerio, O.P.
- Vescovo Claudio Rangoni
- Arcivescovo Wawrzyniec Gembicki
- Arcivescovo Jan Wężyk
- Vescovo Piotr Gembicki
- Vescovo Jan Gembicki
- Vescovo Bonawentura Madaliński
- Vescovo Jan Małachowski
- Arcivescovo Stanisław Szembek
- Vescovo Felicjan Konstanty Szaniawski
- Vescovo Andrzej Stanisław Załuski
- Arcivescovo Adam Ignacy Komorowski
- Arcivescovo Władysław Aleksander Łubieński
- Vescovo Andrzej Stanisław Młodziejowski
- Arcivescovo Kasper Kazimierz Cieciszowski
- Vescovo Franciszek Borgiasz Mackiewicz
- Vescovo Michał Piwnicki
- Arcivescovo Ignacy Ludwik Pawłowski
- Arcivescovo Kazimierz Roch Dmochowski
- Arcivescovo Wacław Żyliński
- Vescovo Aleksander Kazimierz Bereśniewicz
- Arcivescovo Szymon Marcin Kozłowski
- Vescovo Mečislovas Leonardas Paliulionis
- Arcivescovo Bolesław Hieronim Kłopotowski
- Arcivescovo Jerzy Józef Elizeusz Szembek
- Vescovo Stanisław Kazimierz Zdzitowiecki
- Cardinale Aleksander Kakowski
- Papa Pio XI
- Cardinale Alfredo Ildefonso Schuster, O.S.B.
- Arcivescovo Norberto Perini
- Vescovo Gaetano Michetti